# Chinesische seismische Intensitätsskala
Die Chinesische seismische Intensitätsskala (chinesisch 中国地震烈度表, Pinyin Zhōngguó dìzhèn lièdù biǎo, englisch China Seismic Intensity Scale, kurz: CSIS), oder nicht ganz präzise Liedu-Skala, ist ein nationaler Standard für die Bemessung der seismischen Intensität von Erdbeben in der Volksrepublik China. Ähnlich wie die Europäische Makroseismische Skala, auf die sich die CSIS bezieht, wird ein Erdbebenereignis in 12 Intensitätsklassen oder Liedu (烈度,  lièdù, wörtlich „Grad der Heftigkeit“) eingeordnet. Die Intensitätsklassen werden mit Römischen Zahlen von I (nicht spürbar) bis XII (landschaftsverändernd) bezeichnet. In Taiwan und Hongkong werden andere Intensitätsskalen verwendet.

## Geschichte
Die Skala wurde anfänglich von der China Earthquake Administration (CEA, Chinesische Erdbebenbehörde) 1980 offiziell veröffentlicht und wird deshalb oft mit ihrem ursprünglichen Namen China Seismic Intensity Scale (1980) bezeichnet. Sie wurde später überarbeitet und 1999 von der National Quality and Technology Supervision Administration (Nationale Behörde zur Überwachung von Qualität und Technologie), jetzt General Administration of Quality Supervision, Inspection, and Quarantine of Peoples Republic of China (Allgemeine Behörde zur Qualitätssicherung, Inspektion und Quarantäne der VR China), kurz AQSIQ, als nationaler Standard oder Guobiao, Reihe GB/T 17742-1999, eingeführt.
Der Standard wurde nicht lange vor dem Erdbeben in Sichuan 2008 zur Revision ausgesetzt.

## Anwendungen
Die Auswertung von vergangener Erdbeben nach der Liedu-Skala ist ein wertvolles Hilfsmittel in der Verstärkung existierender und zukünftiger Bauwerke gegen Erdbeben. Der nationale Standard Code for Seismic Design of Buildings (Standard für die erdbebensichere Konstruktion von Gebäuden, GB 500011-2001) wurde 2001 veröffentlicht und zum Teil kurz nach dem Erdbeben von Sichuan 2008 überarbeitet. Der Standard enthält für bestimmte Städte eine Liste von Intensitätsgraden, denen jedes Gebäude standhalten muss.

## Chinesische seismische Intensitätsskala
Im Gegensatz zu Magnitudenskalen, die die von einem Erdbeben erzeugte seismische Energie ausdrückt, beschreibt eine Intensitätsskala wie die Chinesische seismische Intensitätsskala die Auswirkungen, die es an einem bestimmten Ort hat. Der Intensitätsgrad wird über eine Kombination von teilweise subjektiven Messgrößen wie die Auswirkungen auf die menschlichen Sinne, die Auswirkungen auf Gebäude oder Landschaft und Bewegungsmessungen bestimmt. Gebäudeschäden werden verfeinert beschrieben durch eine Kombination von verbalen Beschreibungen und der Anwendung eines numerischen Indexes zwischen 0 (keine Schäden) und 1 (völlige Zerstörung).
Der Schwerpunkt liegt bei den Intensitäten I bis V auf Auswirkungen auf Personen, zwischen VI und X auf Gebäudeschäden und Landschaftseffekten – hier dient die menschliche Empfindung nur als zusätzliche Information – und bei den Intensitäten XI und XII vor allem auf Landschaftsveränderungen. Zur korrekten Einstufung der einzelnen Merkmale dienen weitere detaillierte Anweisungen.
Die folgende Tabelle ist eine nicht offizielle Übersetzung des Appendix I der GB/T 17742-1999.
| Liedu (Intensität) | Wahrnehmungen von Personen am Boden                                                                                           | Grad der Gebäudeschäden | Grad der Gebäudeschäden | Andere Schäden | Horizontale Bewegung am Boden | Horizontale Bewegung am Boden |
| Liedu (Intensität) | Wahrnehmungen von Personen am Boden                                                                                           | Schäden | Mittl. Schadensindex    | Andere Schäden | Max. Beschleunigung [m/s2]    | Max. Geschwindigkeit [m/s]    |
| I                  | Nicht spürbar | |                         | |                               |                               |
| II                 | Nur von sehr wenigen in Ruhe befindlichen Personen wahrnehmbar                                                                | |                         | |                               |                               |
| III                | Nur von wenigen in Ruhe befindlichen Personen wahrnehmbar                                                                     | Leichtes Klappern von Türen und Fenstern |                         | Leichtes Schwingen hängender Objekte |                               |                               |
| IV                 | Von den meisten in Gebäuden und von einigen außerhalb befindlichen Personen wahrnehmbar. Einige schlafende Personen erwachen. | Klappern von Türen und Fenstern |                         | Deutliches Schwingen hängender Objekte, Klappern von Töpfen |                               |                               |
| V                  | Allgemein in Gebäuden und von vielen außerhalb wahrnehmbar. Die meisten schlafenden Personen erwachen.                        | Geräusche durch schwingende Türen, Fenster und Gebäudekonstruktionen, Staub fällt, kleine Putzrisse, Herabfallen einiger Dachziegel und Ziegel von Schornsteinen |                         | Schaukeln oder Drehen von instabilen Objekten | 0,31 (0,22 – 0,44)            | 0,03 (0,02 – 0,04)            |
| VI                 | Die meisten Personen können nicht mehr sicher stehen, einige laufen verängstigt nach draußen.                                 | Schäden – Wandrisse, Fallen von Dachziegeln, Aufreißen oder Herabfallen einiger Kamine auf Dachgiebeln                                                           | 0 – 0,10                | Spalten in Flussufern und weichem Boden, stellenweise Sandvulkane aus wassergesättigten Sandschichten, Risse in einzeln stehenden Schornsteinen | 0,63 (0,45 – 0,89)            | 0,06 (0,05 – 0,09)            |
| VII                | Die Mehrheit läuft verängstigt nach draußen, spürbar auch für Motorradfahrer und Personen in fahrenden Autos                  | Leichte Zerstörung – örtliche Zerstörung, Risse. Das Gebäude kann mit leichten oder ohne Reparatur weiter verwendet werden                                       | 0,11 – 0,30             | Zusammenbruch von Flussufern, häufig Sandvulkane aus wassergesättigten Sandschichten, viele Spalten in weichem Boden, mittelmäßige Zerstörung der meisten einzeln stehenden Schornsteine                                                                                   | 1,25 (0,90 – 1,77)            | 0,13 (0,10 – 0,18)            |
| VIII               | Die meisten Personen schwanken stark, Laufen ist erschwert.                                                                   | Mittelmäßige Zerstörung – strukturelle Schäden, Weitergebrauch nicht ohne Reparaturen möglich                                                                    | 0,31 – 0,50             | Spalten auch in harten, trockenen Böden. Schwere Zerstörung der meisten einzeln stehenden Schornsteine, Abbrechen von Baumkronen, Tod von Mensch und Vieh durch Gebäudezerstörungen                                                                                        | 2,50 (1,78 – 3,53)            | 0,25 (0,19 – 0,35)            |
| IX                 | Sich bewegende Personen fallen                                                                                                | Schwere Zerstörung – schwere strukturelle Schäden, zum Teil Kollaps, Reparaturen schwierig                                                                       | 0,51 – 0,70             | Viele Spalten auch in harten, trockenen Böden, möglicherweise Spalten und Verschiebungen in Festgestein. Erdrutsche und Grundbewegungen häufig. Kollaps vieler einzeln stehenden Schornsteine, Abbrechen von Baumkronen, Tod von Mensch und Vieh durch Gebäudezerstörungen | 5,00 (3,54 – 7,07)            | 0,50 (0,36 – 0,71)            |
| X                  | Radfahrer stürzen, Personen ohne sicheren Stand fallen hin, Gefühl des Hochgeworfenwerdens                                    | Mehrheit der Gebäude stürzt ein | 0,71 – 0,90             | Bruch von Festgestein und Entstehung von Erdbebenspalten, Einstürzen von in Fels gegründeten Brückenbögen, Gründungsschäden oder Kollaps der meisten einzeln stehenden Schornsteine                                                                                        | 10,00 (7,08 – 14,14)          | 1,00 (0,72 – 1,41)            |
| XI                 | | Weit verbreiteter Einsturz von Gebäuden | 0,91 – 1,00             | Lang aushaltende Erdbebenspalten, ausgedehnte Erdrutsche |                               |                               |
| XII                | | |                         | Drastische Veränderungen der Landschaft, von Bergen und Flüssen |                               |                               |

Anmerkung zu den Kennzeichnern: "sehr wenige" – <10 %; "wenige" – 10 % – 50 %; "die meisten" – 50 % – 70 %; "Mehrheit" – 70 % – 90 %; "überwiegend" - >90 %.